# Podłęże (Tarnobrzeg)

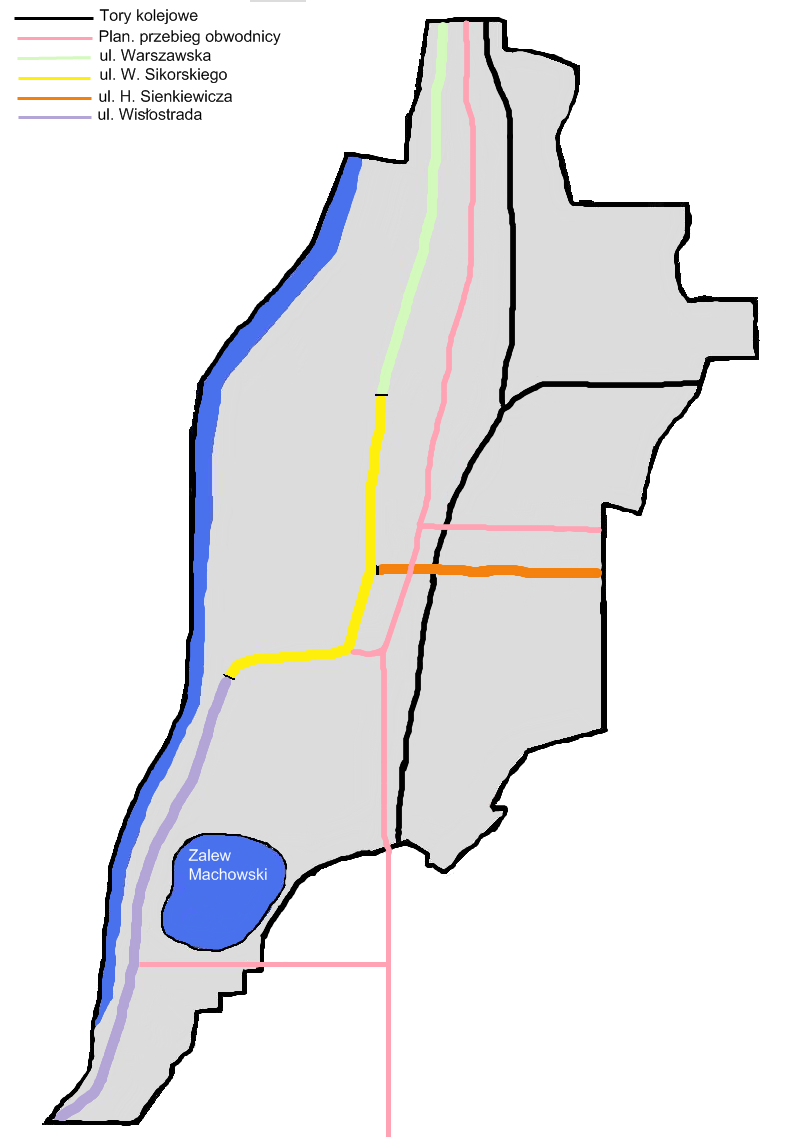

Podłęże – dawna wieś, współcześnie nadwiślańska część Tarnobrzega położona w środkowej części miasta, administracyjnie przynależy do osiedla Dzików. Zabudowa Podłęża to domy jednorodzinne, charakter tej części miasta jest mieszkalno-rolniczy (głównie sadownictwo). Główne ulice osiedla: Żabia, Wałowa, Dzikowska, Jabłoniowa, Jana Słomki, Czereśniowa, Sadowa. W Podłężu swój początek ma trasa autobusu miejskiego MKS – linia nr A. W maju 2010 r. w wyniku powodzi podtopiono tę część miasta leżącą tuż przy wałach wiślanych.
W 2011 r. rozpoczęły się konsultacje społeczne nad wyodrębnieniem rolniczej części administracyjnego Dzikowa i powołaniem nowej jednostki. Robocze nazwy to Podłęże lub Nowy Dzików.